# Lijnbaansgracht 93-94
Lijnbaansgracht 93-94 betreft een tweetal woningen aan de Lijnbaansgracht te Amsterdam-Centrum.
In de jaren dertig vond er sanering plaats van al te verkrotte panden in de Amsterdamse binnenstad. De (hoofd)inspecteur van Bouw- en Woningtoezicht Eelke van Houten zag veel historische gevels verloren gaan. Hij eiste bij nieuwbouw, dat oude gevelelementen (eventueel al in opslag vanwege eerdere sloop) toegepast werden zodat ze beter in het stadsbeeld paste, de zogenaamde "Van Houtenpanden". Dit stel gebouwen hoort daar ook bij, net als het belendende gebouw Lijnbaansgracht 95/Nieuwe Leliestraat 196. De drie gebouwen aan de Lijnbaansgracht hebben gelijke gevels, het laatste heeft echter een hoekpandconstructie. Historiserend architect Justus Hendrik Scheerboom was erbij betrokken.
De gebouwen zijn in 1970 benoemd tot rijksmonument met als reden "de gevels onder klokvormige toppen met rollagen". Verder zijn hier negenruits vensters (een oude ruitverdeling) te vinden op alle bovenetages.

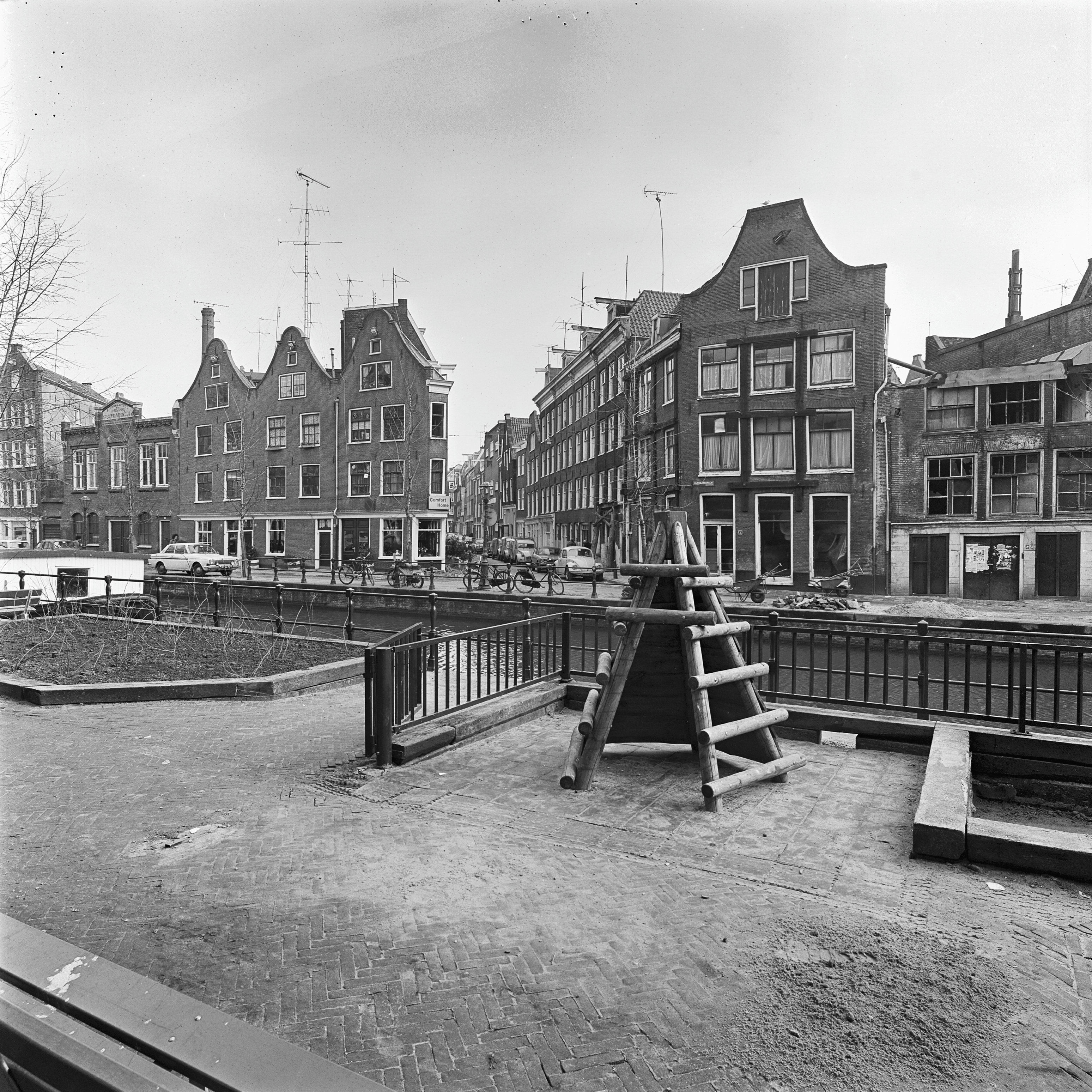
Links van de Nieuwe Leliestraat de drie gebouwen in een overzicht, met de belending links, een voormalige houtzagerij (1976)